# Camoapita 1.ª Sección A (San Isidro)
Camoapita 1.ª Sección A (San Isidro) es una ranchería del municipio de Pichucalco ubicado en la región Norte del estado mexicano de Chiapas.

## Geografía
La localidad de Camoapita 1.ª Sección A (San Isidro) se sitúa en las coordenadas geográficas 17°31′28″N 93°11′01″O / 17.524444, -93.183611, a una elevación de 223 metros sobre el nivel del mar.

## Demografía
Según el Conteo de Población y Vivienda 2020, efectuado por el Instituto Nacional de Estadística y Geografía, la localidad de Camoapita 1.ª Sección A (San Isidro) tiene 257 habitantes, de los cuales 141 son del sexo masculino y 116 del sexo femenino. La tasa de fecundidad es de 3.08 hijos por mujer y tiene 65 viviendas particulares habitadas.
| Gráfica de evolución demográfica de Camoapa 2.ª Sección A Centro entre 1940 y 2020 |
|                                                                                    |
| INEGI.                                                                             |